# Rândunica lui Preuss
Rândunica lui Preuss (Petrochelidon preussi) este o specie de pasăre din familia Hirundinidae. Se găsește în Benin, Burkina Faso, Camerun, Republica Centrafricană, Ciad, Republica Congo, Coasta de Fildeș, Guineea Ecuatorială, Ghana, Guinea, Guinea-Bissau, Mali, Niger, Nigeria, Sierra Leone și Togo.